# Пугачёвщина (сборник документов)
«Пугачёвщина» — трёхтомное издание собрания документов по истории Крестьянской войны под предводительством Емельяна Пугачёва, предпринятое в первые годы Советской власти Центроархивом с целью ввода в научный оборот материалов, ранее не издававшихся в Российской империи по цензурным соображениям. Подбором и подготовкой к изданию документов занимался историк С. А. Голубцов. Впервые были изданы большое количество манифестов, указов и других документов из лагеря Пугачёва, протоколы допросов предводителя восстания и его главных сообщников. 

## Издание
- Пугачёвщина. Сборник документов. Издание Центрархива

Из архива Пугачёва (манифесты, указы и переписка). — М. — Л.: Государственное издательство РСФСР, 1926. — Т. I. — 292 с.
Из следственных материалов и официальной переписки. — М. — Л.: Государственное издательство РСФСР, 1929. — Т. II. — 494 с.
Из архива Пугачёва. — М. — Л.: Соцэкгиз, 1931. — Т. III. — 528 с.